# Philippe Sands
Philippe Joseph Sands, QC, född 17 oktober 1960, är en brittisk och fransk advokat vid Matrix Chambers, juridikprofessor och chef för Centre on International Courts and Tribunals vid University College London.
Han är specialiserad på internationell rätt och praktiserat som rådgivare och advokat vid en mängd internationella domstolar, inklusive Internationella domstolen, Internationella havsrätten, Europeiska domstolen för mänskliga rättigheter och Internationella brottmålsdomstolen (ICC).
Sands har skrivit sjutton böcker om internationell rätt, inklusive Lawless World (2005) och Torture Team (2008). Hans bok East West Street: On the Origins of Genocide and Crimes against Humanity (2016) har tilldelats ett flertal priser, inklusive Baillie Gifford-priset 2016 för facklitteratur. Hans senaste bok är The Ratline: Love, Lies and Justice on the Trail of a Nazi Fugitive (2020) om Otto Wächter (svensk översättning: Råttlinjen: kärlek, lögner och rättvisa i en nazistförbrytares spår).